# S (シドの曲)
「S」（エス）は、シドのメジャー12枚目のシングル。2012年5月9日にキューンミュージックから発売された。

## 概要
- 前作「残り香」に続く2週連続リリースの第2弾である。
- 初回限定盤と通常盤と期間限定盤の3タイプリリースであり、初回限定盤のDVDには3月16日に行われたSHOOTING LIVEの映像が収録されている。また、期間限定盤にはカップリングは収録されておらず、表題曲「S」と同曲のインストゥルメンタルバージョンが収録されている。
- 主題曲「S」は映画「貞子3D」の主題歌に起用されており、バンド初となる映画主題歌でもある[1]。
- 「SのPVは一本撮り」という噂が流れたが[要出典]、1番サビ後に倒したマイクスタンドを2番サビで持っているため、事実ではない。
- PV映像で、Shinjiの前の辺りから明希を撮るアングルの部分に一瞬だけ、肩乗せカメラで撮影中のスタッフが映ってしまっているシーンがある。

## 収録曲
全作詞：マオ、編曲：シド
1. S [3:28]
  - 作曲：御恵明希

映画『貞子3D』主題歌。映画内で用いられたものは音源とは異なり、イントロの最初8小節が無く、アウトロがフェードアウトではなくバンドサウンドでのフィニッシュになっている。
音源内でシャウトを用いたのはメジャー1stアルバム『hikari』の収録曲「capsule」以来で、『hikari』リリース後からこの曲のリリースまではシャウトを用いたオリジナル音源は一切発表されていなかった。
2. レイニーデイ [4:08]
  - 作曲：Shinji
3. 歌姫 （Live from「3.16 SHOOTING LIVE」） [3:21]
  - 作曲：Shinji

## 収録アルバム
1. S
  - 8thスタジオ・アルバム『M&W』
  - 1stベスト・アルバム『SID 10th Anniversary BEST』
  - 2ndベスト・アルバム『SID ALL SINGLES BEST』
2. レイニーデイ
  - 2ndコンピレーション・アルバム『Side B complete collection〜e.B 2〜』